# Швабахер

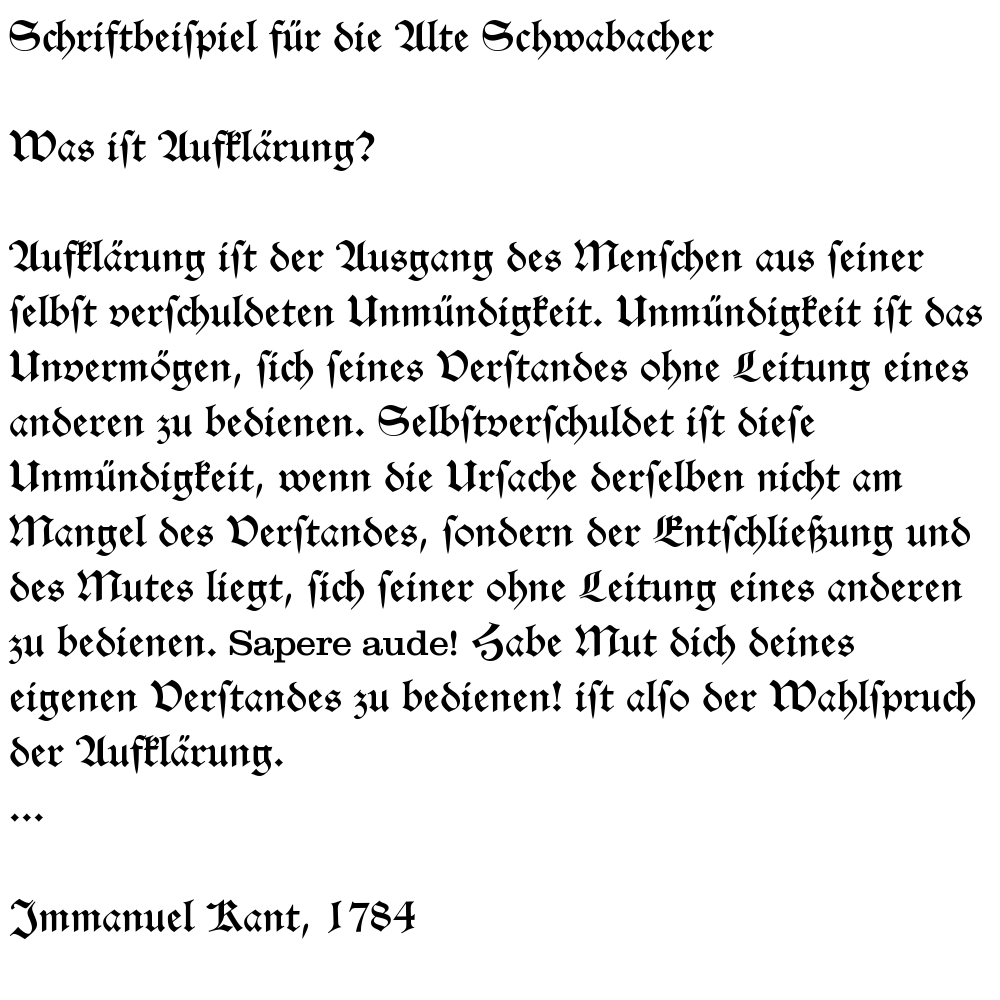
Цитата з Канта, набрана Швабахером

Швабахер (швабах) (нім. Schwabacher) — різновид готичного письма, що зародився в XV столітті. Ламане письмо із заокругленими обрисами деяких букв. Цей шрифт домінував у Німеччині від кінця XV до середини XVI століття. Після чого був замінений на фрактуру, але залишався популярним до XX століття.

## Використання у воєнний час

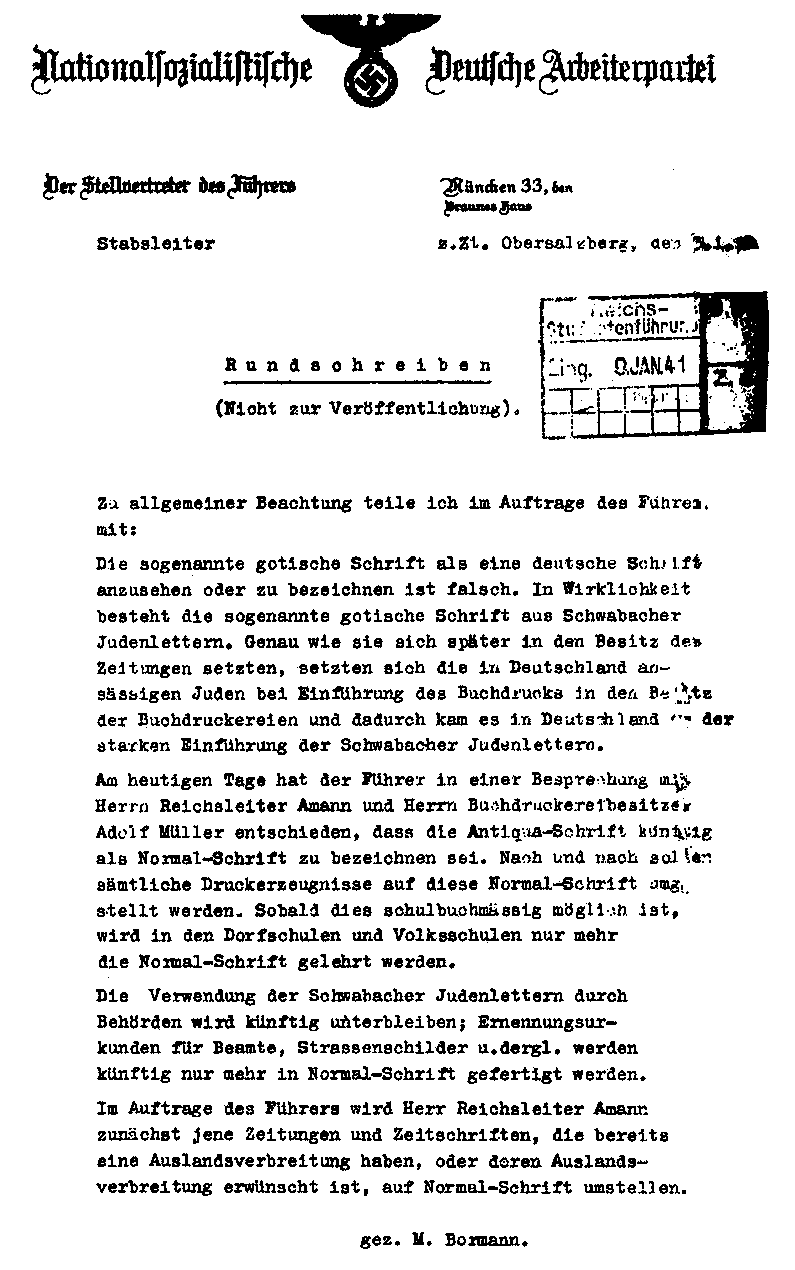
Normalschrifterlass Мартіна Бормана

Фрактура майже перестала використовуватись нацистами після Normalschrifterlass Мартіна Бормана від 3 січня 1941 року, де він називається Schwabacher Judenlettern, що в перекладі з німецької означає єврейський Швабахер. Однак жодних доказів фактичного зв'язку між євреями і шрифтом Schwabacher не існує.